# Contortiocorpa prashadi
Contortiocorpa prashadi is een soort in de taxonomische indeling van de Myzozoa, een stam van microscopische parasitaire dieren. Het organisme komt uit het geslacht Contortiocorpa en behoort tot de familie Lecudinidae. Contortiocorpa prashadi werd in 1938 ontdekt door Bhatia & Setna.